# كيفن براون (ممثل)
كيفن براون (بالإنجليزية: Kevin Brown)‏ مواليد 1972، هو ممثل ومنتج وكوميدي أمريكي بدأ مسيرته الفنية سنة 1991.

## الأعمال
- اعترافات ملكة الدراما المراهقة
- 30 روك
- هل سمعت عن مورغنس؟
- كاسل

## روابط خارجية
- كيفن براون على موقع IMDb (الإنجليزية)
- كيفن براون على موقع ألو سيني (الفرنسية)
- كيفن براون على موقع ميوزك برينز (الإنجليزية)
- كيفن براون على موقع أول موفي (الإنجليزية)
- كيفن براون على موقع قاعدة بيانات الأفلام السويدية (السويدية)
- كيفن براون على موقع قاعدة بيانات الفيلم (الإنجليزية)
- كيفن براون على موقع كينوبويسك (الروسية)